# Mùa A Sơn
Mùa A Sơn (sinh năm 1964) là một chính trị gia Việt Nam, người dân tộc H'Mông. Ông hiện là Phó Bí thư Thường trực Tỉnh ủy Điện Biên khóa XIV, nhiệm kỳ 2020-2025.
Ông là Đại biểu Quốc hội Việt Nam khóa XII; Đại biểu Hội đồng nhân dân tỉnh khóa XI (nhiệm kỳ 1999-2004); khóa XII (nhiệm kỳ 2004-2011); khóa XIII (nhiệm kỳ 2011-2016); khóa XIV (nhiệm kỳ 2016–2021).

## Lý lịch và học vấn
Mùa A Sơn sinh ngày 14 tháng 11 năm 1964, quê quán; xã Sín Chải, huyện Tủa Chùa, tỉnh Điện Biên.
Ngày vào Đảng Cộng sản Việt Nam: 18 tháng 9 năm 1995. Ngày chính thức: 18 tháng 9 năm 1996.
Trình độ hiện nay:
- Giáo dục phổ thông 10/10
- Trình độ chuyên môn: Cử nhân Luật.
- Lý luận chính trị: Cao cấp.
- Quản lý nhà nước: Chuyên viên cao cấp.

## Sự nghiệp
Từ tháng 5/1991 - 10/1993: Cán bộ Văn phòng UBND tỉnh Lai Châu (cũ).
Từ tháng 11/1993- 10/1996: Sinh viên Trường Đại học Luật Hà Nội.
Từ tháng 11/1996 - 5/1998: Chuyên viên Văn phòng UBND tỉnh Lai Châu (cũ).
Từ tháng 6/1998 - 3/1999: Ủy viên Ban Thường vụ Tỉnh đoàn, Trưởng ban xây dựng Đoàn, Chủ nhiệm ủy ban Kiểm tra Tỉnh đoàn TNCS Hồ Chí Minh tỉnh Lai Châu (cũ).
Từ tháng 01/2001- 10/2002: Ủy viên BCH Đảng bộ tỉnh khóa X, Bí thư Tỉnh đoàn, Bí thư Chi bộ Tỉnh đoàn tỉnh Lai Châu.
Từ tháng 11/2002 -12/2003: Ủy viên BCH Đảng bộ tỉnh khóa X, Bí thư Huyện ủy huyện Mường Nhé, tỉnh Lai Châu (cũ).
Từ tháng 01/2004 - 4/2006: Ủy viên Ban Thường vụ Tỉnh ủy khóa XI, Đại biểu HĐND tỉnh khóa XII, Phó Chủ tịch UBND tỉnh Điện Biên.
Từ tháng 5/2006 - 9/2010: Ủy viên Ban Thường vụ Tỉnh ủy khóa XI; Chủ tịch HĐND tỉnh khóa XII; Bí thư Đảng đoàn HĐND tỉnh nhiệm kỳ 2004 - 2011 (tháng 7/2007 được bầu làm Đại biểu Quốc hội khóa XII, Trưởng đoàn ĐBQH tỉnh Điện Biên); Tổ trưởng tổ Đảng, đoàn Đại biểu Quốc hội khóa XII, tỉnh Điện Biên.
Từ tháng 10/2010 -12/2010: Ủy viên Thường vụ Tỉnh ủy, Phó Bí thư Tỉnh ủy khóa XII; Chủ tịch HĐND tỉnh khóa XII; Bí thư Đảng đoàn HĐND tỉnh nhiệm kỳ 2004 -2011; Trưởng đoàn đại biểu Quốc hội tỉnh Điện Biên khóa XII; Tổ trưởng tổ Đảng, đoàn Đại biểu Quốc hội khóa XII tỉnh Điện Biên, Đại biểu HĐND khóa XII.
Từ tháng 01/2011-10/2015: Phó Bí thư Tỉnh ủy khóa XII nhiệm kỳ (2010- 2015); Chủ tịch UBND tỉnh Điện Biên nhiệm kỳ 2011-2016, Bí thư Ban cán sự Đảng UBND tỉnh. Đại biểu HĐND khóa XIII.
Từ 15/10/2015- 22/5/2016: Phó Bí thư Tỉnh ủy khóa XIV nhiệm kỳ (2015- 2020); Chủ tịch UBND tỉnh Điện Biên nhiệm kỳ 2011-2016, Bí thư Ban cán sự Đảng UBND tỉnh, Đại biểu HĐND khóa XIII.
Từ 22/5/2016 - 29/6/2016: Phó Bí thư Tỉnh ủy khóa XIV nhiệm kỳ (2015-2020); Chủ tịch UBND tỉnh Điện Biên nhiệm kỳ 2011-2016, Bí thư Ban cán sự Đảng UBND tỉnh, Đại biểu HĐND khóa XIV.
Ngày 29 tháng 6 năm 2016, tại kỳ họp thứ nhất, Hội đồng nhân dân tỉnh khóa XIV nhiệm kỳ 2016-2021 đã bầu ông Mùa A Sơn tiếp tục giữ chức vụ Chủ tịch Ủy ban nhân dân tỉnh Điện Biên nhiệm kỳ 2016-2021 với 49 phiếu đồng ý, đạt tỉ lệ 96,1%.
Ngày 15/10/2020, tại Đại hội đại biểu Đảng bộ tỉnh Điện Biên lần thứ XIV, nhiệm kỳ 2020 - 2025, ông được Ban Chấp hành Đảng bộ tỉnh Điện Biên giữ chức Phó Bí thư Thường trực Tỉnh ủy nhiệm kì 2020 - 2025.
Ngày 10 tháng 11 năm 2020, tại kỳ họp thứ 15, Hội đồng nhân dân tỉnh khóa XIV nhiệm kỳ 2016-2021 đã miễn nhiệm ông Mùa A Sơn thôi giữ chức vụ Chủ tịch Ủy ban nhân dân tỉnh Điện Biên nhiệm kỳ 2016-2021.